# Orchithemis
Orchithemis is een geslacht van libellen (Odonata) uit de familie van de korenbouten (Libellulidae).

## Soorten
Orchithemis omvat 3 soorten:
- Orchithemis pruinans (Selys, 1878)
- Orchithemis pulcherrima Brauer, 1878
- Orchithemis xanthosoma Laidlaw, 1911